# Al-Rawda
Koordinaten: 35° 10′ 51,6″ N, 37° 37′ 58,8″ O
Al-Rawda (arabisch الروضة, DMG ar-Rauḍa) war eine bronzezeitliche Siedlung mit einer Fläche von 12 Hektar intra muros in der heutzutage trockenen syrischen Steppe. Die Ausgrabungsstätte liegt etwa 100 km östlich von Hama und etwa 70 km nordöstlich von Qatna (Tell Mischrife).
Der Besiedlungszeitraum beläuft sich auf das letzte Drittel des 3. Jahrtausends bis zum Beginn des 2. Jahrtausends v. Chr. Oberflächlich können Schichten der Frühen Bronzezeit IV gefunden werden. Die Siedlung wurde 1996 entdeckt und von der Mission archéologique franco-syrienne näher untersucht. 2002 und in den folgenden Jahren fanden Grabungen statt. Die Mission führte ferner Surveys in der Mikroregion al-Rawdas (im Umkreis von 100 km²) durch. Al-Rawda wurde mit mehreren Methoden untersucht, darunter mit Luftfotografie und Satellitenbildern.
Die in einer Kreisform erbaute Siedlung scheint eine Fortifikation (Stadtmauer), eine Nekropole am Westende des Tells und eine zwei bis drei Hektar große Unterstadt im Osten aufzuweisen. In der Nekropole wurden bis 2004 etwa 97 Gräber entdeckt. Darunter fanden sich 54 Schachtgräber, Kreisgräber und 25 Steinkistengräber, sowie ein Tumulus, der raubgeplündert war.

## Keramikgattungen
Im Vergleich mit Keramik aus Qatna, Hama und Ebla dürfte auf einen Besiedlungszeitraum al-Rawdas im zweiten Drittel des 3. Jahrtausends zu schließen sein.